# Јозеф фон Фраунхофер
Јозеф фон Фраунхофер (Штраубинг, 6. март 1787 — Минхен, 7. јун 1826), је био немачки физичар и оптичар. Описао је атомске апсорпционе линије у соларном спектру.
Фраунхофер је почео правећи огледала и полирајући сочива у Минхену. Постао је директор своје компаније 1811. Тужни период његовог почетка био је ублажен када му је, након што је био затрпан испод срушене радионице, изборни кнез дао новчани дар како би прославио то што је преживео. Тај дар му је омогућио независност. Његово занимање за оптичку теорију и његова научна открића довела су га до директорског места Музеја Баварске академије наука 1823. Три године касније је преминуо од туберкулозе.
Фраунхоферово главно интересовање и мотивација иза његових експеримената било је прављење ахроматских сочива доброг квалитета. Током својих истраживања рефрактивних својстава различитих стакала користио је призму и пукотину да би обезбедио монохроматски извор светлости. Радећи на томе приметио је да је Сунчев спектар испресецан многим тамним линијама. Затим је наставио да брижљиво мери таласне дужине од скоро њих 600. Касније је користио дифракциону решетку да докаже да ове линије не потичу од стакла призме, већ да су инхерентне Сунчевој светлости. За ове Фраунхоферове линије је касније Кирхоф показао да настају услед атомске апсорпције у Сунчевој спољашњој атмосфери и да нам оне доста говоре и његовој хемији. Сличне линије су запажене и код других звезда и показале су се једнако информативнима. Фраунхоферов рад је допринео да спектроскоп постане озбиљан инструмент а не само да буде научна занимљивост.